# مییاکووتسه
مییاکووتسه (به صربی: Mijakovce) یک منطقهٔ مسکونی در صربستان است که در ناحیه پچینیا واقع شده‌است.